# Escopasis
Escopasis (en llatí: Scopasis, en grec antic: Σκώπασις, Σκόπασις) va ser un rei dels escites, que dirigia part de les forces escites quan el rei de Pèrsia Darios I el Gran va envair el país en la seva expedició a l'Escítia europea.
Escopasis va arribar al Danubi abans que Darios i les seves forces. Volia impedir la seva retirada destruint el pont de barques construït en aquest riu, però el pont era ben defensat pels grecs jonis al servei dels perses.
Idantirs, un altre rei escita, al veure el moviment d'Escopasis avança cap al riu per evitar la retirada de Darios, però el rei persa, en una hàbil estratagema, deixa enrere una part dels ramats i els ferits més greus. Els escites es van entretindre recollint el botí i Darios va poder passar el pont sense dificultat.